# Thomas Sheraton
Thomas Sheraton (* 1751 in Stockton-on-Tees, England; † 22. Oktober 1806) war Möbeldesigner und zusammen mit Thomas Chippendale und George Hepplewhite einer der drei großen englischen Möbelhersteller („The Big Three“) des 18. Jahrhunderts.

## Leben
Sheraton ging bei einem ortsansässigen Möbelschreiner in Stockton-on-Tees in die Lehre und arbeitete danach eine Zeitlang als Wandergeselle, bis er schließlich im Alter von 39 Jahren nach London zog. Dort ließ er sich als Gutachter und Lehrer für Möbeldesign und Architektur nieder und unterrichtete Handwerker und Handwerkerbetriebe. Es ist nicht geklärt, auf welche Art Sheraton sich die erforderlichen Kenntnisse aneignete oder den notwendigen Bekanntheitsgrad erlangte, fest steht jedoch, dass er als Designlehrer recht erfolgreich war.
1791 begann er, ein vierbändiges Werk mit dem Titel The Cabinet Maker’s and Upholsterers Drawing Book herauszugeben. Wenigstens sechshundert Möbeltischler und sonstige Abonnenten bestellten das Werk und so gewann sein Stil schlagartig großen Einfluss auf die Möbeltischlerei des Landes. Während dieser Zeit veranstaltete Sheraton selbst nicht ein einziges Arbeitsseminar, so dass heute angenommen wird, dass er wahrscheinlich nicht ein einziges der Möbelstücke selbst angefertigt hat, die in seinen Büchern vorgestellt wurden. In keinem Fall gibt es von irgendeinem Möbelstück aus dieser Zeit den unmittelbaren Nachweis darüber, dass es aus seiner eigenen Hand stammt. Alle Stücke, die den Vermerk „by Sheraton“ tragen oder als solches beschrieben werden, beziehen sich darin auf das Design und nicht auf den Hersteller.
1803 veröffentlichte Sheraton mit The Cabinet Dictionary ein Handbuch mit Anweisungen und Techniken für Möbelbau und Stuhlherstellung. Ein Jahr vor seinem Tod veröffentlichte er im Jahre 1805 den ersten Band einer geplanten Enzyklopädie mit dem Titel Cabinet Maker, Upholsterer and General Artist’s Encyclopaedia.
Sheratons Name steht heute für den englischen Möbelstil von den 90er Jahren des 18. bis in die frühen Jahre des 19. Jahrhunderts. Nicht alle Zeichnungen stammen von seiner eigenen Hand, jedoch ist sein bedeutender Einfluss auf die Möbeltischlerei dieser Zeit so unbestritten, dass diese Ära nach ihm benannt wurde.

## Bücher von Thomas Sheraton
- Modell- und Zeichnungsbuch für Ebenisten, Tischer, Tapezirer und Stuhlmacher und sonst für jeden Liebhaber des guten Geschmacks bey Möblirung und Einrichtung der Putz- und Prachtzimmer, Band 1, Band 2, Band 3